# Red (Band)
Red (engl. für ‚Rot‘) ist eine 2002 in Nashville, Tennessee, USA, gegründete christliche Rockband.
Ihr Debütalbum End of Silence erhielt 2007 bei den 49. Grammy Awards eine Nominierung für den Grammy in der Kategorie Best Rock or Rap Gospel Album.

## Geschichte
2004 begann Red, zeitgenössische Cover von christlichen Songs zu spielen, um damit Jugendliche anzusprechen.
Der Bandname Red entstand, weil Sänger Mike Barnes ihn im Vergleich zu dem Blut Christi sah und was es darstellt: Neigung, Schmerz und Abzahlung.
Nachdem 2006 der Vertrag bei Sony BMGs christlichem Label Essential Records unterzeichnet wurde, wurde anschließend das erste Album End of Silence veröffentlicht, welches in den USA am 13. Juni 2006 erschien. Das Album wurde vom grammynominierten Songwriter und Musikproduzenten Rob Graves produziert. Der erste Song Breathe into Me schaffte es auf Platz 10 der US Mainstream Rock Charts, außerdem gewann die Band mit ihm bei den GMA Dove Awards den Award für den besten Rocksong des Jahres.
Im Herbst 2006 begann Red schließlich mit den Bands Kutless und Disciple eine Tour durch die USA.
Im Februar 2007 tourten sie dann noch einmal mit Three Days Grace, Breaking Benjamin und Flyleaf/Puddle of Mudd. Außerdem trat die Band bei den Acquire the Fire, einer christlich-jugendlichen Konferenz, auf.
Ihr zweites Album Innocence and Instinct wurde am 10. Februar 2009 in den USA veröffentlicht. Das dritte Album unter dem Titel Until We Have Faces wurde am 1. Februar 2011 veröffentlicht und landete auf Platz 2 der US-Bilboards. Das Album Release The Panic wurde am 5. Februar 2013 veröffentlicht, am 14. März 2015 folgte das Album Of Beauty and Rage. Das sechste Album Gone wurde am 27. Oktober 2017 veröffentlicht und enthält ein Cover der australischen Künstlerin Sia ("Unstoppable"). Declaration, das siebte Album, wurde am 3. April 2020 veröffentlicht.

## Musikstil
In einem Bericht im All Music Guide über das Album End of Silence wurde Reds Musikstil als „wütend leidenschaftliche Musik“ beschrieben, die durch ähnliche Bands wie Linkin Park und Chevelle beeinflusst wurde.

## Diskografie

### Studioalben
| Jahr | Titel                | Höchstplatzierung, Gesamtwochen, AuszeichnungChartplatzierungen (Jahr, Titel, Platzierungen, Wochen, Auszeichnungen, Anmerkungen) | Höchstplatzierung, Gesamtwochen, AuszeichnungChartplatzierungen (Jahr, Titel, Platzierungen, Wochen, Auszeichnungen, Anmerkungen) | Anmerkungen                                            |
| Jahr | Titel                | US | Christ | Anmerkungen                                            |
| ---- | -------------------- | --- | --- | ------------------------------------------------------ |
| 2006 | End of Silence       | US194 Gold · (1 Wo.)US | Christ7 (117 Wo.)Christ | Erstveröffentlichung: 6. Juni 2006 Verkäufe: + 500.000 |
| 2009 | Innocence & Instinct | US15 (19 Wo.)US | Christ1 (78 Wo.)Christ | Erstveröffentlichung: 10. Februar 2009                 |
| 2011 | Until We Have Faces  | US2 (9 Wo.)US | Christ1 (55 Wo.)Christ | Erstveröffentlichung: 1. Februar 2011                  |
| 2013 | Release the Panic    | US7 (9 Wo.)US | Christ1 (37 Wo.)Christ | Erstveröffentlichung: 5. Februar 2013                  |
| 2015 | Of Beauty and Rage   | US14 (4 Wo.)US | Christ1 (44 Wo.)Christ | Erstveröffentlichung: 24. Februar 2015                 |
| 2017 | Gone                 | US38 (1 Wo.)US | Christ1 (3 Wo.)Christ | Erstveröffentlichung: 27. Oktober 2017                 |
| 2020 | Declaration          | US61 (1 Wo.)US | Christ2 (2 Wo.)Christ | Erstveröffentlichung: 3. April 2020                    |

### Kompilationen
| Jahr | Titel                         | Höchstplatzierung, Gesamtwochen, AuszeichnungChartsChartplatzierungen (Jahr, Titel, Platzierungen, Wochen, Auszeichnungen, Anmerkungen) | Anmerkungen                           |
| Jahr | Titel                         | Christ | Anmerkungen                           |
| ---- | ----------------------------- | --- | ------------------------------------- |
| 2013 | Who We Are: The Red Anthology | Christ43 (1 Wo.)Christ | Erstveröffentlichung: 1. Februar 2013 |

### EPs
| Jahr | Titel                           | Höchstplatzierung, Gesamtwochen, AuszeichnungChartplatzierungen (Jahr, Titel, Platzierungen, Wochen, Auszeichnungen, Anmerkungen) | Höchstplatzierung, Gesamtwochen, AuszeichnungChartplatzierungen (Jahr, Titel, Platzierungen, Wochen, Auszeichnungen, Anmerkungen) | Anmerkungen                          |
| Jahr | Titel                           | US | Christ | Anmerkungen                          |
| ---- | ------------------------------- | --- | --- | ------------------------------------ |
| 2014 | Release the Panic: Recalibrated | US75 (1 Wo.)US | Christ8 (3 Wo.)Christ | Erstveröffentlichung: 29. April 2014 |

Weitere EPs
- 2007: Breathe into Me
- 2007: Connect Sets
- 2011: Not Alone (Performance Tracks)

### Singles
| Jahr | Titel Album                               | Höchstplatzierung, Gesamtwochen, AuszeichnungChartsChartplatzierungen (Jahr, Titel, Album, Platzierungen, Wochen, Auszeichnungen, Anmerkungen) | Anmerkungen |
| Jahr | Titel Album                               | Christ | Anmerkungen |
| ---- | ----------------------------------------- | --- | ----------- |
| 2008 | Never Be the Same Innocence & Instinct    | Christ24 (18 Wo.)Christ |             |
| 2010 | Faceless Until We Have Faces              | Christ29 (20 Wo.)Christ |             |
| 2011 | Not Alone Until We Have Faces             | Christ34 (20 Wo.)Christ |             |
| 2013 | Hold Me Now Release the Panic             | Christ40 (22 Wo.)Christ |             |
| 2015 | Darkest Part Of Beauty and Rage           | Christ21 (18 Wo.)Christ |             |
| 2015 | Yours Again Of Beauty and Rage            | Christ28 (5 Wo.)Christ |             |
| 2015 | Take Me Over Of Beauty and Rage           | Christ48 (1 Wo.)Christ |             |
| 2015 | Part That’s Holding On Of Beauty and Rage | Christ43 (1 Wo.)Christ |             |
| 2015 | Impostor Of Beauty and Rage               | Christ39 (1 Wo.)Christ |             |
| 2017 | Still Alive Gone                          | Christ45 (1 Wo.)Christ |             |
| 2017 | Gone                                      | Christ44 (5 Wo.)Christ |             |
| 2019 | The Evening Hate Declaration              | Christ29 (1 Wo.)Christ |             |
| 2019 | From the Ashes Declaration                | Christ50 (1 Wo.)Christ |             |
| 2020 | Sever Declaration                         | Christ50 (1 Wo.)Christ |             |
| 2020 | The War We Made Declaration               | Christ48 (1 Wo.)Christ |             |

Weitere Singles
- 2007: Breathe into Me (US: Gold)
- 2007: Let Go
- 2007: Break Me Down
- 2008: Already Over (US: Gold)
- 2008: Fight Inside
- 2009: Death of Me
- 2009: Forever
- 2009: Mystery of You
- 2009: Start Again
- 2010: Ordinary World
- 2011: Feed the Machine
- 2011: Lie to Me (Denial)
- 2012: Who We Are
- 2012: Buried Beneath
- 2013: Release the Panic
- 2013: Perfect Life